# Національний парк Галичиця
Націона́льний парк Гал́ичиця (мак. Национален парк Галичица) — третій за величиною національний парк Північної Македонії, його площа — 22 700га. Розташований у гірському масиві Галичиця між котловинами озер Преспа та Охридського котловиною. Південною межею парку є кордон між Північною Македонією і Албанією.
Національний парк проголошено 1958 року.
На території парку знаходиться Монастир святого Наума.